# Madeleine de Scudéry
Madeleine de Scudéry, francoska plemkinja in pisateljica, * 15. november 1607, † 2. junij 1701.